# هانك بليد
هانك بليد هو لاعب هوكي جليد كندي، ولد في 28 أبريل 1921 في بيتيربوروغ في كندا، وتوفي في 8 فبراير 2003.

## وصلات خارجية
- هانك بليد على موقع دوري الهوكي الوطني (الإنجليزية)
- هانك بليد على موقع قاعة مشاهير الهوكي (لاعب أن.إتش.أل) (الإنجليزية)
- هانك بليد على موقع EliteProspects.com (الإنجليزية)
- هانك بليد على موقع HockeyDB.com (الإنجليزية)
- هانك بليد على موقع Hockey-Reference.com (الإنجليزية)